# Indopacifische tarpoen
De Indopacifische tarpoen (Megalops cyprinoides) is een straalvinnige vis uit de familie van tarpons (Megalopidae) en behoort derhalve tot de orde van tarponachtigen (Elopiformes). De vis kan een lengte bereiken van 150 cm. 

## Leefomgeving
Megalops cyprinoides komt zowel in zoet als zout water voor. Ook in brak water is de soort waargenomen. De vis prefereert een tropisch klimaat en heeft zich verspreid over de Grote en Indische Oceaan. De diepteverspreiding is 0 tot 50 m onder het wateroppervlak. 

## Relatie tot de mens
Megalops cyprinoides is voor de visserij van beperkt commercieel belang. In de hengelsport wordt er weinig op de vis gejaagd. 
Voor de mens is Megalops cyprinoides ongevaarlijk.